# Witheringia mortonii
Witheringia mortonii är en potatisväxtart som beskrevs av A. T. Hunziker. Witheringia mortonii ingår i släktet Witheringia och familjen potatisväxter. Inga underarter finns listade i Catalogue of Life.